# Batman Family
Batman Family est une série anthologique de comics américain publiée par DC Comics, et qui a duré de 1975 à 1978. Elle met principalement en vedette des histoires de personnages aidant le super-héros Batman. Une nouvelle mini-série en huit numéros appelée Batman: Family est publiée de décembre 2002 à février 2003.
Le terme de « Batman Family » est couramment utilisé comme nom informel pour les alliés les plus proches de Batman, généralement des justiciers masqués, exerçant dans Gotham City.

## Histoire éditoriale
La série Batman Family dure vingt numéros, de septembre-octobre 1975 à octobre–novembre 1978 et présente des histoires, seul et en équipe, de Batgirl et Robin. La principale histoire du premier numéro, une aventure en équipe de Batgirl et Robin, est à l'origine prévue pour la publication d'un numéro 1st Issue Special. La série réimprime en plus des histoires de l'Âge d'Or et de l'Âge d'Argent. De nombreux numéros de Batman Family mettent en vedette des personnages aidant Batman dans ses actions tels que Alfred Pennyworth, Vicki Vale, Elongated Man, Huntress et Ace le Bat-Chien. L'écrivain Bob Rozakis introduit le personnage de Duela Dent dans le no 6 (juillet–août 1976), et relance la Batwoman originelle dans le no 10 (mars–avril 1977),. La série commence à ne présenter que des histoires originales à partir du no 11 (mai–juin 1977) et Man-Bat commence à apparaître comme un personnage régulier. Batman Family se convertit au format Dollar Comics à partir du no 17 (avril–mai 1978),.
DC publie plusieurs autres titres Family en simultané avec Batman Family. Cela inclus The Superman Family (1974-1982), Super-Team Family (1975-1978) et Tarzan Family (1975-1976). En règle générale, les titres Family de DC présentent essentiellement des réimpressions et possèdent un nombre supérieur de pages (et un prix plus élevé) que les séries habituelles. Son dernier numéro (le 20, octobre-novembre 1978), est publié sans aucune publicité.

### Fusion avecDetective Comics
En 1978, à la suite du DC Implosion, il est décidé que le titre Detective Comics, fleuron de l'éditeur DC Comics, sera stoppé au no 480. La décision est annulée après un important débat houleux pour sauver le titre dans les bureaux de DC.
En dépit d'être le titre ayant les meilleures ventes, Batman Family est fusionné avec Detective, transformant le format de la série en un 68-Page Giant à 1,00 $ à partir de Detective Comics no 481 (décembre 1978-janvier 1979),. Cela dure 15 numéros. Avec le no 496 (novembre 1980), Detective Comics revient à son format et son prix traditionnels, annulant définitivement Batman Family.

### La série de 2002-2003
Batman: Family est une mini-série en huit numéros, publiée de décembre 2002 à février 2003. Elle est écrite par John Francis Moore. Les six premiers numéros sont illustrés par Stefano Gaudiano et Rick Hoberg. Steve Lieber remplace Hoberg sur les numéros sept et huit.

## Publications

### Éditions américaines
- Batgirl: The Greatest Stories Ever Told contient les histoires de Batgirl présentes dans Batman Family no 1 et no 9, 160 pages, décembre 2010,  (ISBN 978-1401229245)

### Éditions francophones
Aucune édition reliée n'est disponible pour ces séries. Quelques numéros de Batman Family ont été imprimés dans les magazines périodiques de Batman d'Interpresse (103 numéros, 1972-1980), ainsi que Batman Poche (52 numéros, 1976-1984) et Batman et Superman Géant (11 numéros, 1976-1978) de Sagédition.